# Olympische Sommerspiele 1928/Teilnehmer (Schweden)
| Gelbes Symbol für Goldmedaillen mit stilisierten Olympischen Ringen | Graues Symbol für Silbermedaillen mit stilisierten Olympischen Ringen | Braundes Symbol für Bronzemedaillen mit stilisierten Olympischen Ringen |
| ------------------------------------------------------------------- | --------------------------------------------------------------------- | ----------------------------------------------------------------------- |
| 7                                                                   | 6                                                                     | 12                                                                      |

Schweden nahm an den Olympischen Sommerspielen 1928 in Amsterdam, Niederlande, mit einer Delegation von 100 Sportlern (87 Männer und 13 Frauen) teil.

## Medaillengewinner

### Gold
| Name            | Sportart           | Wettkampf                         |
| --------------- | ------------------ | --------------------------------- |
| Erik Lundqvist  | Leichtathletik     | Speerwurf                         |
| Sven Thofelt    | Moderner Fünfkampf | Herrenwettkampf                   |
| Thure Sjöstedt  | Ringen             | Halbschwergewicht, Freistil       |
| Johan Richthoff | Ringen             | Schwergewicht, Freistil           |
| Rudolf Svensson | Ringen             | Schwergewicht, griechisch-römisch |
| Arne Borg       | Schwimmen          | 1500 Meter Freistil               |
| Sven Thorell    | Segeln             | 12-Fuß-Jolle                      |

### Silber
| Name(n)                                   | Sportart           | Wettkampf                        |
| ----------------------------------------- | ------------------ | -------------------------------- |
| Nils Arvid Ramm                           | Boxen              | Schwergewicht                    |
| Erik Byléhn                               | Leichtathletik     | 800 Meter                        |
| Ossian Skiöld                             | Leichtathletik     | Hammerwurf                       |
| Bo Lindman                                | Moderner Fünfkampf | Herrenwettkampf                  |
| Ragnar Olson, Carl Bonde & Janne Lundblad | Reiten             | Dressur, Mannschaft              |
| Erik Malmberg                             | Ringen             | Federgewicht, griechisch-römisch |

### Bronze
| Name(n)                                                                                     | Sportart       | Wettkampf                 |
| ------------------------------------------------------------------------------------------- | -------------- | ------------------------- |
| Gunnar Berggren                                                                             | Boxen          | Leichtgewicht             |
| Edvin Wide                                                                                  | Leichtathletik | 5000 Meter & 10.000 Meter |
| Inga Gentzel                                                                                | Leichtathletik | Frauen, 800 Meter         |
| Ruth Svedberg                                                                               | Leichtathletik | Frauen, Diskuswurf        |
| Gösta Carlsson                                                                              | Radsport       | Einzelzeitfahren          |
| Gösta Carlsson, Erik Jansson, Georg Johnsson                                                | Radsport       | Mannschaftsfahren         |
| Ragnar Olson                                                                                | Reiten         | Dressur, Einzel           |
| Carl Björnstjerna, Ernst Hallberg, Karl Hansen                                              | Reiten         | Springreiten, Mannschaft  |
| Arne Borg                                                                                   | Schwimmen      | 400 Meter Freistil        |
| Clarence Hammar, Tore Holm, Carl Sandblom, John Sandblom, Philip Sandblom, Wilhelm Törsleff | Segeln         | 8-Meter-Klasse            |
| Laura Sjöqvist                                                                              | Wasserspringen | Frauen, Turmspringen      |

## Teilnehmer nach Sportarten

### Boxen
- Lennart Bohman
Fliegengewicht: 9. Platz

- Lars Mellström
Bantamgewicht: 9. Platz

- Rolf Gustafsson
Federgewicht: 17. Platz

- Gunnar Berggren
Leichtgewicht: Bronze

- Selfrid Johansson
Weltergewicht: 9. Platz

- Oscar Kjällander
Mittelgewicht: 5. Platz

- Emil Johansson
Halbschwergewicht: 9. Platz

- Nils Arvid Ramm
Schwergewicht: Silber

### Fechten
- Bertil Uggla
Florett, Einzel: 12. Platz
Degen, Mannschaft: Vorrunde

- Ivar Tingdahl
Florett, Einzel: Vorrunde

- Nils Erik Hellsten
Degen, Einzel: 5. Platz
Degen, Mannschaft: Vorrunde

- Gustaf Dyrssen
Degen, Einzel: Viertelfinale
Degen, Mannschaft: Vorrunde

- Gunnar Cederschiöld
Degen, Einzel: Vorrunde
Degen, Mannschaft: Vorrunde

- Sidney Stranne
Degen, Mannschaft: Vorrunde

- Ebba Gripenstedt
Frauen, Florett, Einzel: Vorrunde

- Hanna Olsen
Frauen, Florett, Einzel: Vorrunde

### Gewichtheben
- Helge Sjögren
Leichtgewicht: 15. Platz

- Bertil Carlsson
Mittelgewicht: DNF

### Leichtathletik
- Björn Kugelberg
200 Meter: Halbfinale
4 × 400 Meter: 4. Platz

- Erik Byléhn
800 Meter: Silber 
4 × 400 Meter: 4. Platz

- Edvin Wide
1500 Meter: Vorläufe
5000 Meter: Bronze 
10.000 Meter: Bronze

- Ragnar Magnusson
5000 Meter: 5. Platz
10.000 Meter: 6. Platz

- Nils Eklöf
5000 Meter: DNF im Finale
3000 Meter Hindernis: 4. Platz

- Jean-Gunnar Lindgren
10.000 Meter: 4. Platz
3000 Meter Hindernis: Vorläufe

- Gustav Kinn
Marathon: 25. Platz

- Axel Elofs
Marathon: DNF

- Eric Wennström
110 Meter Hürden: Halbfinale

- Sten Pettersson
110 Meter Hürden: Halbfinale
400 Meter Hürden: 4. Platz
4 × 400 Meter: 4. Platz

- Albert Andersson
110 Meter Hürden: Vorläufe
Zehnkampf: 8. Platz

- Erik Kjellström
110 Meter Hürden: Vorläufe
400 Meter Hürden: Vorläufe

- Bertil von Wachenfeldt
4 × 400 Meter: 4. Platz

- Herbert Adolfsson
Hochsprung: 11. Platz

- Henry Lindblad
Stabhochsprung: 7. Platz
Zehnkampf: 9. Platz

- Eric Svensson
Weitsprung: 8. Platz in der Qualifikation

- Olle Hallberg
Weitsprung: 10. Platz in der Qualifikation

- Ossian Skiöld
Hammerwurf: Silber

- Carl Johan Lind
Hammerwurf: 14. Platz in der Qualifikation

- Erik Lundqvist
Speerwurf: Gold

- Gunnar Lindström
Speerwurf: 14. Platz in der Qualifikation

- Helge Jansson
Zehnkampf: 6. Platz

- Sven Lundgren
Zehnkampf: 14. Platz

- Maud Sundberg
Frauen, 100 Meter: Halbfinale
Frauen, 4 × 100 Meter: Vorläufe

- Ruth Svedberg
Frauen, 100 Meter: Vorläufe
Frauen, 4 × 100 Meter: Vorläufe
Frauen, Diskuswurf: Bronze

- Inga Gentzel
Frauen, 800 Meter: Bronze 
Frauen, 4 × 100 Meter: Vorläufe

- Emy Pettersson
Frauen, 800 Meter: Vorläufe
Frauen, 4 × 100 Meter: Vorläufe

- Bride Adams-Ray
Frauen, Hochsprung: 13. Platz

- Ann-Margret Ahlstrand
Frauen, Hochsprung: 15. Platz

### Moderner Fünfkampf
- Sven Thofelt
Einzel: Gold

- Bo Lindman
Einzel: Silber

- Ingvar Berg
Einzel: 4. Platz

### Radsport
- Gösta Carlsson
Straßenrennen, Einzel: Bronze 
Straßenrennen, Mannschaft: Bronze

- Erik Jansson
Straßenrennen, Einzel: 14. Platz
Straßenrennen, Mannschaft: Bronze

- Georg Johnsson
Straßenrennen, Einzel: 17. Platz
Straßenrennen, Mannschaft: Bronze

- Hjalmar Pettersson
Straßenrennen, Einzel: 32. Platz
Straßenrennen, Mannschaft: Bronze

### Reiten
- Ragnar Olson
Dressur, Einzel: Bronze 
Dressur, Mannschaft: Silber

- Janne Lundblad
Dressur, Einzel: 4. Platz
Dressur, Mannschaft: Silber

- Carl Bonde
Dressur, Einzel: 19. Platz
Dressur, Mannschaft: Silber

- Karl Hansen
Springreiten, Einzel: 6. Platz
Springreiten, Mannschaft: Bronze

- Carl Björnstjerna
Springreiten, Einzel: 9. Platz
Springreiten, Mannschaft: Bronze

- Ernst Hallberg
Springreiten, Einzel: 25. Platz
Springreiten, Mannschaft: Bronze

- Nils Kettner
Vielseitigkeit, Einzel: 7. Platz
Vielseitigkeit, Mannschaft: Kein Ergebnis

- Sven Colliander
Vielseitigkeit, Einzel: 13. Platz
Vielseitigkeit, Mannschaft: Kein Ergebnis

- Victor Ankarcrona
Vielseitigkeit, Einzel: DNF
Vielseitigkeit, Mannschaft: Kein Ergebnis

### Ringen
- Oscar Lindelöf
Bantamgewicht, griechisch-römisch: 4. Platz

- Erik Malmberg
Federgewicht, griechisch-römisch: Silber

- Harald Pettersson
Leichtgewicht, griechisch-römisch: 9. Platz

- Ivar Johansson
Mittelgewicht, griechisch-römisch: 9. Platz

- Carl Westergren
Halbschwergewicht, griechisch-römisch: 17. Platz

- Rudolf Svensson
Schwergewicht, griechisch-römisch: Gold

- Algot Malmberg
Leichtgewicht, Freistil: 10. Platz

- Thure Sjöstedt
Halbschwergewicht, Freistil: Gold

- Johan Richthoff
Schwergewicht, Freistil: Gold

### Schwimmen
- Sven Pettersson
100 Meter Freistil: Vorläufe
4 × 200 Meter Freistil: 5. Platz

- Eskil Lundahl
100 Meter Freistil: Vorläufe
4 × 200 Meter Freistil: 5. Platz
100 Meter Rücken: Halbfinale

- Arne Borg
400 Meter Freistil: Bronze 
1500 Meter Freistil: Gold 
4 × 200 Meter Freistil: 5. Platz

- Aulo Gustafsson
4 × 200 Meter Freistil: 5. Platz

- Roland Johansson
100 Meter Rücken: Vorläufe

- Erik Harling
200 Meter Brust: 5. Platz

- Tage Wissnell
200 Meter Brust: Vorläufe

- Brita Hazelius
Frauen, 200 Meter Brust: 6. Platz

- Marianne Gustafsson
Frauen, 200 Meter Brust: Halbfinale

### Segeln
- Sven Thorell
12-Fuß-Jolle: Gold

- Georg Lindahl
6-Meter-Klasse: 7. Platz

- Hakon Reuter
6-Meter-Klasse: 7. Platz

- Harry Hanson
6-Meter-Klasse: 7. Platz

- Yngve Lindqvist
6-Meter-Klasse: 7. Platz

- Carl Sandblom
8-Meter-Klasse: Bronze

- Clarence Hammar
8-Meter-Klasse: Bronze

- John Sandblom
8-Meter-Klasse: Bronze

- Philip Sandblom
8-Meter-Klasse: Bronze

- Tore Holm
8-Meter-Klasse: Bronze

- Wilhelm Törsleff
8-Meter-Klasse: Bronze

### Wasserspringen
- Edmund Lindmark
Kunstspringen: Vorläufe

- Curt Sjöberg
Kunstspringen: Vorläufe

- Helge Öberg
Turmspringen: Vorläufe

- Eugen Ahnström
Turmspringen: Vorläufe

- Gösta Horn
Turmspringen: Vorläufe

- Lala Sjöqvist
Kunstspringen: Bronze

- Ingegärd Töpel
Kunstspringen: Vorläufe

- Hjördis Töpel
Kunstspringen: Vorläufe